# Левківка (зупинний пункт)
Левкі́вка — залізничний пасажирський зупинний пункт Харківської дирекції Південної залізниці.
Розташований біля села Левківка Чугуївського району Харківської області на лінії Основа — Зміїв між станціями Зміїв (3 км) та Жихор (16 км).
Станом на травень 2019 року щодоби тринадцять пар приміських електропоїздів здійснюють перевезення за маршрутом Харків-Пасажирський/Харків-Левада — Ізюм.